# Otępienie z ziarnami argentofilnymi

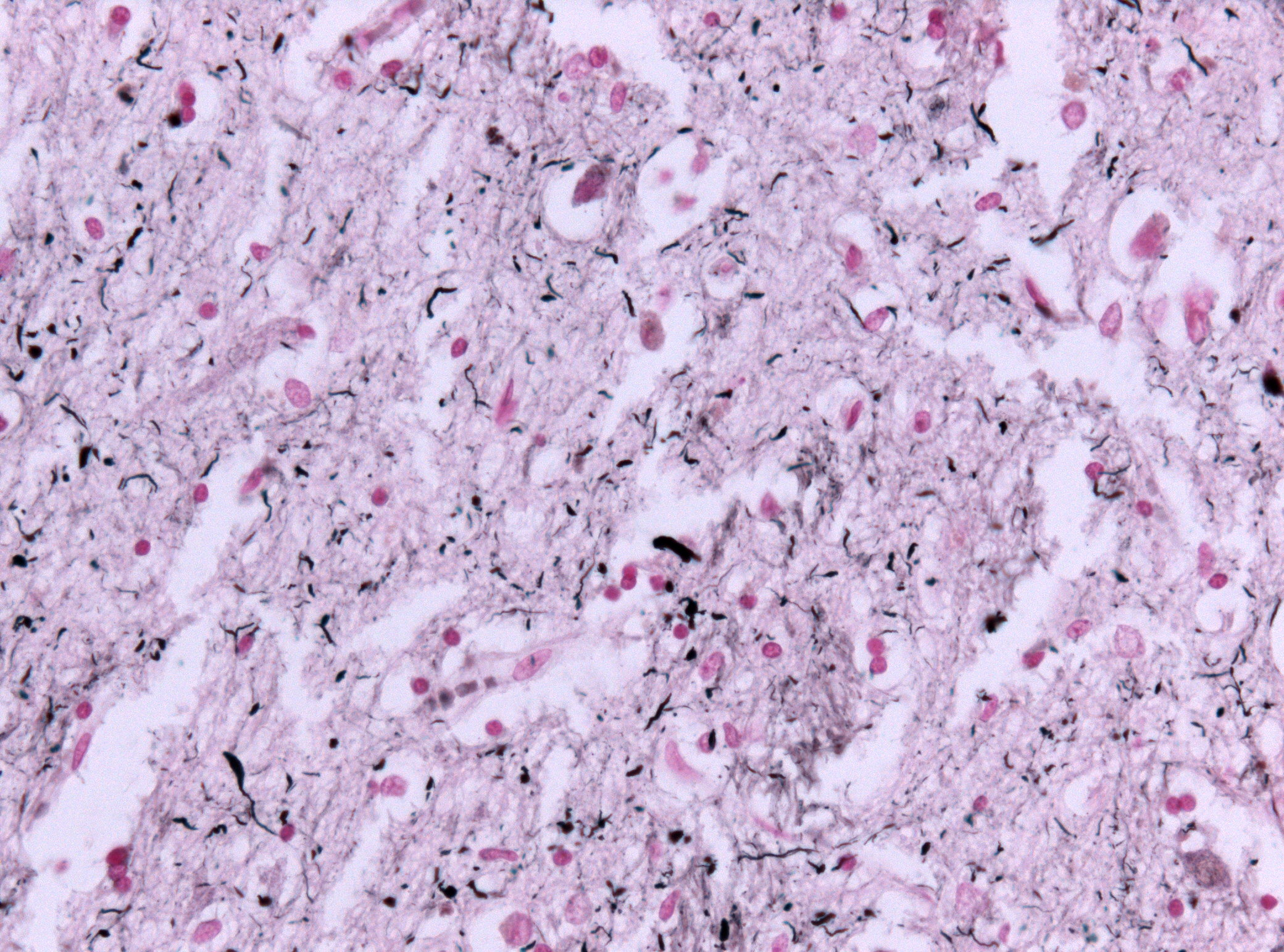
Obraz histopatologiczny mózgu w AGD, barwienie srebrowe metodą Gallyasa

Otępienie z ziarnami argentofilnymi (ang. argyrophilic grain disease, AGD) – choroba neurodegeneracyjna wieku starczego należąca do grupy tauopatii, którą charakteryzuje obecność w badaniu neuropatologicznym bardzo licznych ziaren srebrochłonnych (argentofilnych) w pilśni nerwowej i ciał spiralnych w istocie białej. Jednostkę chorobową opisali jako pierwsi Heiko Braak i Eva Braak w 1987 roku. Częstość AGD nie jest znana, prawdopodobnie jej częstość w populacji jest wysoce niedoszacowana. Stosunkowo często pacjenci spełniają kryteria innych chorób neurozwyrodnieniowych: choroby Picka, zwyrodnienia korowo-podstawnego, choroby Olszewskiego-Richardsona-Steele’a, otępienia z ciałami Lewy’ego. Prawdopodobnie AGD może być pierwotną przyczyną otępienia i stanowić część obrazu neuropatologicznego innych chorób neurodegeneracyjnych.

## Objawy i przebieg
Objawy są nieswoiste. Może to być zespół otępienny o różnym nasileniu, niekiedy stwierdza się cechy parkinsonizmu, epizody psychotyczne czy zaburzenia chodu. 